# Діброва (Яворівський район)
Дібро́ва —  село в Україні, у Яворівському районі Львівської області. Населення становить 47 осіб. Орган місцевого самоврядування - Івано-Франківська селищна рада.